# نخست‌وزیر سودان
نخست‌وزیر سودان (عربی: قائمة رؤساء وزراء السودان) از زمان تأسیس دفتر وزیر در سال ۱۹۵۲ تا سال ۱۹۸۹ زمانی که پست نخست‌وزیری پس از کودتا منحل شد. این سمت در سال از سال ۲۰۲۲ به صورت موقت احیا شده است.

## فهرست نخست وزیران
| No.                              | نام (زاده–درگذشته)           | تصویر | Took office     | Left office     | حزب سیاسی                      |
| -------------------------------- | ---------------------------- | ----- | --------------- | --------------- | ------------------------------ |
| Anglo-Egyptian Sudan             |                              |       |                 |                 |                                |
| ۱                                | عبدالرحمن المهدی (۱۸۸۵–۱۹۵۹) |       | ۲۲ اکتبر ۱۹۵۲   | نوامبر ۱۹۵۳     | National Umma Party            |
| ۲                                | اسماعیل ازهری (۱۹۰۰–۱۹۶۹)    |       | ۶ ژانویه ۱۹۵۴   | ۱ ژانویه ۱۹۵۶   | Democratic Unionist Party      |
| Republic of the Sudan            |                              |       |                 |                 |                                |
| ۲                                | اسماعیل ازهری (۱۹۰۰–۱۹۶۹)    |       | ۱ ژانویه ۱۹۵۶   | ۵ ژوئیه ۱۹۵۶    | Democratic Unionist Party      |
| ۳                                | عبدالله خلیل (۱۸۹۲–۱۹۷۰)     |       | ۵ ژوئیه ۱۹۵۶    | ۱۷ نوامبر ۱۹۵۸  | National Umma Party            |
| ۴                                | ابراهیم عبود (۱۹۰۰–۱۹۸۳)     |       | ۱۸ نوامبر ۱۹۵۸  | ۳۰ اکتبر ۱۹۶۴   | نظامی                          |
| ۵                                | سر الختم الخلیفه (۱۹۱۹–۲۰۰۶) |       | ۳۰ اکتبر ۱۹۶۴   | ۲ ژوئن ۱۹۶۵     | National Umma Party            |
| ۶                                | محمد احمد محجوب (۱۹۰۸–۱۹۷۶)  |       | ۱۰ ژوئن ۱۹۶۵    | ۲۵ ژوئیه ۱۹۶۶   | National Umma Party            |
| ۷                                | صادق المهدی (۱۹۳۵–۲۰۲۰)      |       | ۲۷ ژوئیه ۱۹۶۶   | ۱۸ مه ۱۹۶۷      | National Umma Party            |
| (۶)                              | محمد احمد محجوب (۱۹۰۸–۱۹۷۶)  |       | ۱۸ مه ۱۹۶۷      | ۲۵ مه ۱۹۶۹      | National Umma Party            |
| Democratic Republic of the Sudan |                              |       |                 |                 |                                |
| ۸                                | بابکر عوض الله (۱۹۱۷–۲۰۱۹)   |       | ۲۵ مه ۱۹۶۹      | ۲۷ اکتبر ۱۹۶۹   | مستقل                          |
| ۹                                | جعفر نمیری (۱۹۳۰–۲۰۰۹)       |       | ۲۸ اکتبر ۱۹۶۹   | ۱۱ اوت ۱۹۷۶     | نظامی Sudanese Socialist Union |
| ۱۰                               | رشید بکر (۱۹۳۲–۱۹۸۸)         |       | ۱۱ اوت ۱۹۷۶     | ۱۰ سپتامبر ۱۹۷۷ | Sudanese Socialist Union       |
| (۹)                              | جعفر نمیری (۱۹۳۰–۲۰۰۹)       |       | ۱۰ سپتامبر ۱۹۷۷ | ۶ آوریل ۱۹۸۵    | Sudanese Socialist Union       |
| ۱۱                               | الجزولی دفع الله (۱۹۳۵–)     |       | ۲۲ آوریل ۱۹۸۵   | ۱۵ دسامبر ۱۹۸۵  | مستقل                          |
| Republic of the Sudan            |                              |       |                 |                 |                                |
| ۱۱                               | الجزولی دفع الله (۱۹۳۵–)     |       | ۱۵ دسامبر ۱۹۸۵  | ۶ مه ۱۹۸۶       | مستقل                          |
| (۷)                              | صادق المهدی (۱۹۳۵–۲۰۲۰)      |       | ۶ مه ۱۹۸۶       | ۳۰ ژوئن ۱۹۸۹    | National Umma Party            |
| انحلال (۳۰ ژوئن ۱۹۸۹–تاکنون)     |                              |       |                 |                 |                                |